# Sepolcro di Gaio Publicio Bibulo
Il sepolcro di Gaio Publicio Bibulo è un monumento funebre situato sul percorso dell'antica via Lata con facciata principale rivolta a sud-ovest. La tomba sorgeva su un lato della Piazza Macel de' Corvi, scomparsa nel 1902. Oggi si trova a pochi metri dal lato sinistro del Vittoriano. Il monumento è stato datato all'inizio del I secolo a.C.

## Descrizione
Il monumento funebre è composto da tufo rivestito di travertino. Nell'antichità si trovava ad un livello stradale molto più basso dell'odierno: pertanto, il basamento ne risulta interamente interrato. Sopra tale basamento è rimasta una sola facciata della originaria cella di forma rettangolare. Al centro di essa si trova la porta, tra da quattro lesene tuscaniche, e incorniciata da due riquadri. Il fregio superiore si è conservato solo in un tratto, decorato con ghirlande, bucrani e rosette.

### Contesto urbano
Nell'antichità il monumento era situato sul percorso dell'antica via Lata, con facciata principale rivolta a sud-ovest, ovvero verso la strada che anticamente usciva dalla Porta Flumentana.
In epoca moderna, la tomba sorgeva a lato della scomparsa Piazza Macel de' Corvi fino al 1902, quando quest'ultima fu demolita. In particolare, la tomba era posta su un lato di un edificio, palazzo Mantaco o Mantica, oggi demolito, situato all'inizio della scomparsa salita di Marforio, ovvero alla base del colle del Campidoglio.
Attualmente è visibile accanto al lato sinistro del Vittoriano.

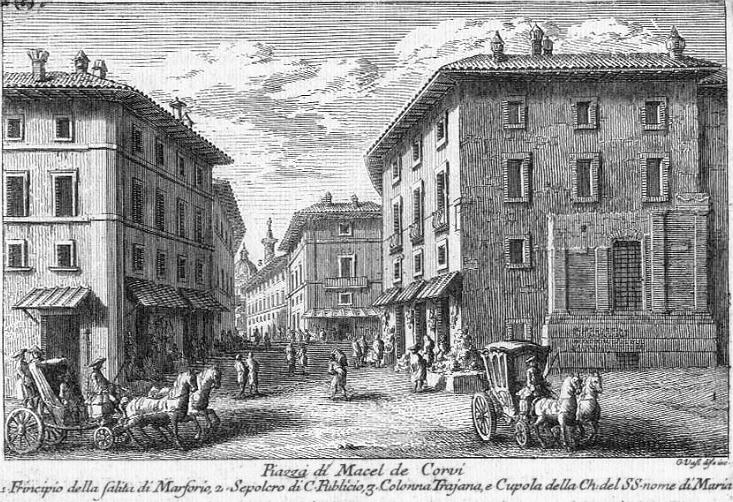
Piazza di Macel de' Corvi (incisione di Giuseppe Vasi). A destra si nota il monumento sepolcrale di Bibulo
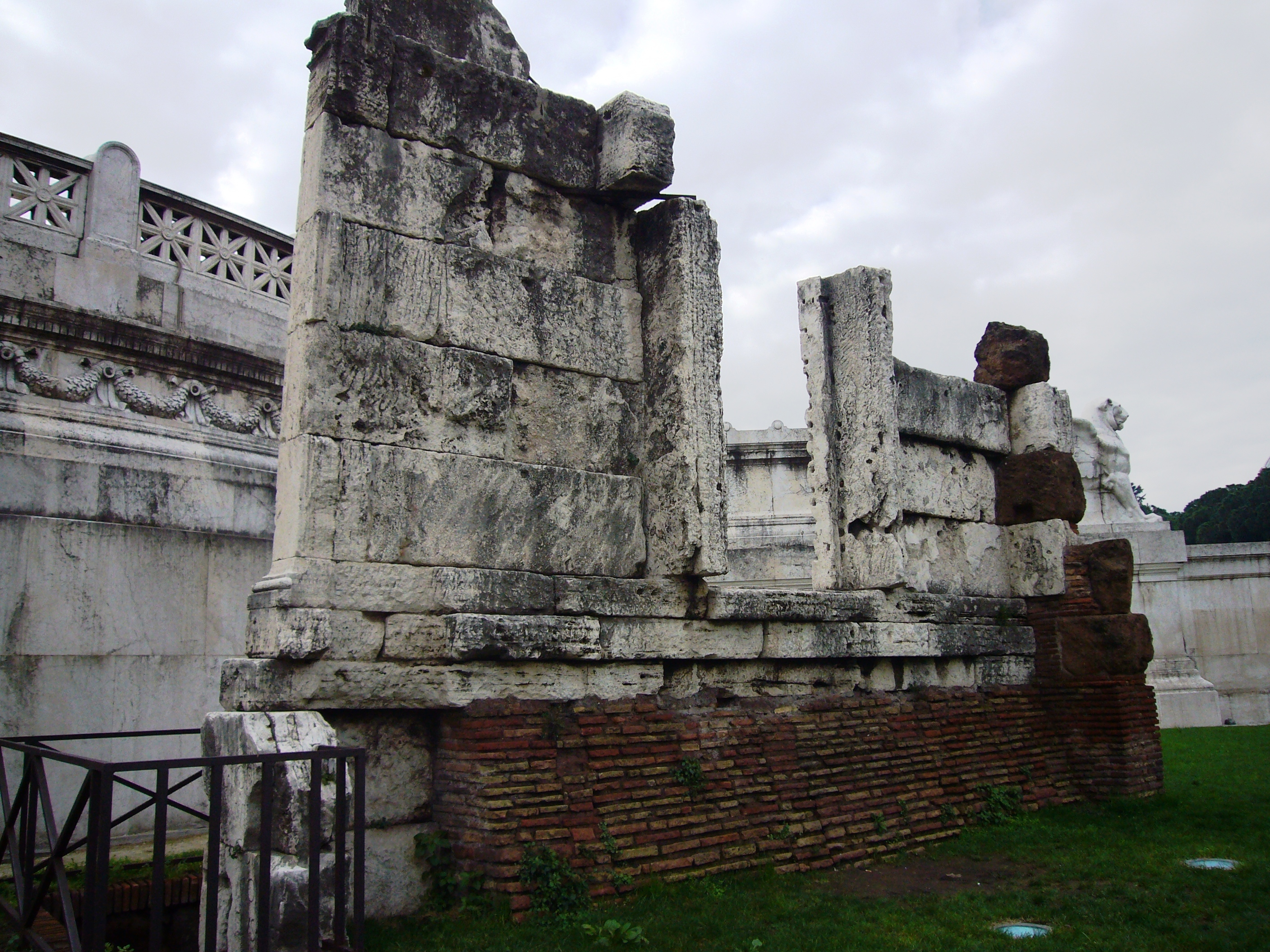
Monumento di Bibulo nel contesto attuale, accanto al Vittoriano.

### Epigrafe
In cima al basamento è visibile un'epigrafe che riporta:
C(aio) Poplicio Bibulo ead(ili) pl(ebis) honoris
virtutisque caussa Senatus
consulto populique iussu locus
monumento quo ipse postereique
eius inferrentur publice datus est
La traduzione del testo è:
"a Gaio Publicio Bibulo, edile della plebe, in riconoscimento del suo valore e dei suoi meriti, per decisione del Senato e del popolo è stato concesso a spese pubbliche un terreno per il sepolcro, perché egli e i suoi discendenti vi siano deposti".
In passato tale epigrafe era ripresa anche sui lati. 
Dal testo emerge che si tratta quindi di un sepolcro pubblico, caso molto raro a Roma, che fu concesso dal Senato per i meriti personali a un personaggio del quale sono tramandate poche imprese. Viene citato nell'opera Le Deche di Tito Livio padovano delle Historie Romane come Tribuno della Plebe per il processo intentato nel 209 contro Marco Claudio Marcello presso il circo Flamino.

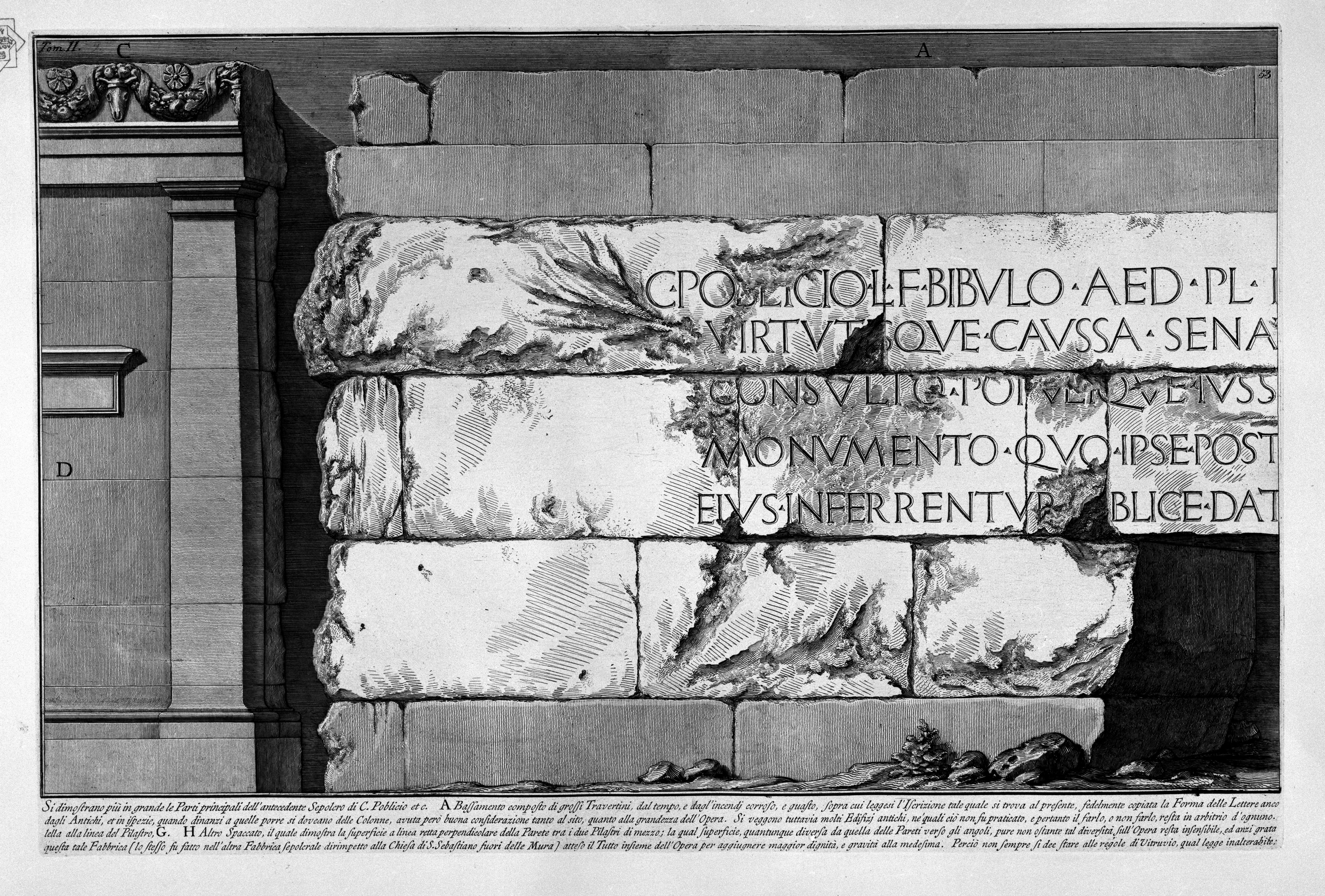
Disegno Piranesi del 1756 della iscrizione del monumento.
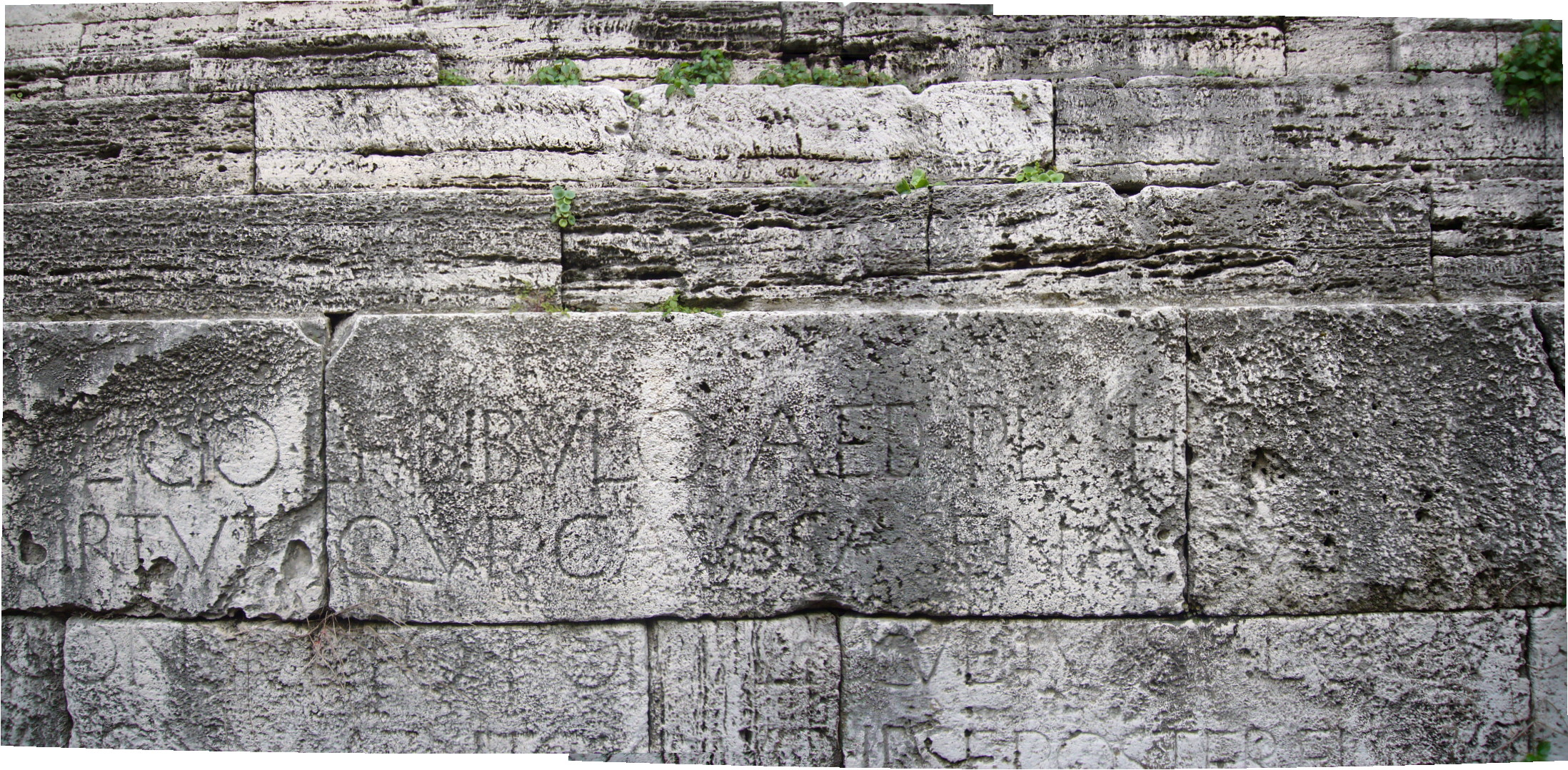
Foto dell'iscrizione del 2007.